# Hermann Johannes Grote
Hermann Johannes Grote (* 7. Juli 1882 Sankt Petersburg; † 12. August 1951 in Berlin) war ein deutscher Ornithologe.

## Leben und Wirken
Sein Vater, ein Reichsdeutscher, besaß einen Buchladen in Sankt Petersburg. Seine Familie war streng religiös, und so wuchs Grote mit einigen Geschwistern auf. Ihre Sommer verbrachte die Familie regelmäßig in Finnland, und so konnte der junge Grote schon früh seine Begeisterung für die Natur ausleben. Nach dem Besuch des humanistischen Gymnasiums studierte Hermann Grote zunächst Forstwirtschaft in Eberswalde. Nach dessen Abschluss folgten zwei weitere Semester Zoologie in Tübingen. 1910 heiratete Grote in Berlin-Charlottenburg Gertrud Luise Vietzen (1890–1955), der er gleich drei Vogelnamen widmete (Hirundo griseopyga gertrudis (1924), Cinnyris chalybeus gertrudis (1926) und Serinus mozambicus gertrudis (1934)).
Die Jahre 1908 bis 1911 verbrachte er auf einer Plantage bei Mikindani in Deutsch-Ostafrika. Seine Erfahrungen, die er hier als Mensch und Ornithologe sammelte, musste er schließlich mit einem schweren Gehörleiden bezahlen, eine Krankheit, die ihn im Umgang mit anderen Menschen schwer einschränkte. Nach längerem Krankenhausaufenthalt begann er eine Stelle als wissenschaftlicher Assistent im Tierpark von Friedrich von Falz-Fein in Askanija-Nowa. Hier begann der Erste Weltkrieg und so wurde er als Zivilist in Kargala bei Orenburg von 1914 bis 1918 interniert. Nach Beendigung des Krieges erhielt er eine Stelle als Lektor am Statistischen Reichsamt. Seine exzellenten Russischkenntnisse halfen ihm dabei, diese Position bis ins Jahr 1945 adäquat auszufüllen. Nach dem Ende des Zweiten Weltkriegs und dem Zusammenbruch des Deutschen Reichs half er beim Aufbau der ornithologischen Abteilung des Museums für Naturkunde in Berlin. Im Jahr 1949 schied er aus Altersgründen aus, arbeitete aber zunächst als freiwilliger Mitarbeiter weiter am Museum, bis ihn sein Leiden zwang jegliche weitere Arbeit einzustellen.
Sein ornithologischer Werdegang ist geprägt durch die Erforschung der afrikanischen und russischen Avifauna. 1909 erschienen erste Berichte aus Ostafrika in der von Anton Reichenow herausgegebenen Fachzeitschrift Ornithologische Monatsberichte. Zwei Artikeln im Journal für Ornithologie, die unter dem Titel Beitrag zur Ornis des südöstlichen Deutsch-Ostafrika erschienen, galten als seine ersten bedeutenderen Publikationen. 1930 folgten mit Wanderungen und Winterquartiere paläarktischer Zugvögel in Afrika, Weitere Mitteilungen über paläarktische Zugvögel in Afrika (1931) und Neue Beiträge über paläarktische Zugvögel in Afrika (1937) wichtige Erkenntnisse zum Zugverhalten vieler Vogelarten. Seine umfassende Kenntnis russischer Literatur und seine Rezensionen halfen die Vogelwelt Eurasiens besser zu verstehen. Zu nennen sind hier Artikel wie Beiträge zur Biologie südostrussischer Steppenvögel oder Zur Kenntnis der Vogelfauna von Weißruthenien, Wolhynien und Podolien.

## Mitgliedschaften
Im Jahr 1908 wurde Grote Mitglied der Deutschen Ornithologen-Gesellschaft. 1943 wurde er zum Ehrenmitglied der Gesellschaft ernannt. 1923 wurde er gewähltes Mitglied der American Ornithologists’ Union.

## Dedikationsnamen
Hans Edmund Wolters benannte 1943 den Gattungsnamen Groteiplectes nach Grote, ein Name der heute als Synonym für Euplectes steht. Jean Théodore Delacour ehrte 1936 ihm Namen der Weißbauchalcippe (Alcippe grotei). Außerdem findet sich sein Name in den Unterarten des Buntastrilds (Pytilia melba grotei Reichenow, 1919), der Olivflankenrötel (Cossypha anomala grotei Reichenow, 1932), des Madagaskar-Rotschnabelbülbül (Hypsipetes madagascariensis grotei Friedmann, 1929), des Mosambikgirlitz (Crithagra mozambica grotei Sclater, WL & Mackworth-Praed, 1931) und der Zimtspornpieper (Anthus cinnamomeus grotei Niethammer, 1957).
Bei Phyllastrephus fischeri grotei Reichenow, 1910 handelt es sich um ein Synonym des Fischerbülbül (Phyllastrephus fischeri (Reichenow, 1879)), bei Pternistis hildebrandti grotei Reichenow, 1919 um ein Synonym der Hildebrandtfrankolin-Unterart Pternistis hildebrandti johnstoni (Shelley, 1894), bei Alseonax murina grotei Reichenow, 1921 um ein Synonym der Dunkelschnäpper-Unterart Muscicapa adusta pumila (Reichenow, 1892)), bei Streptopelia vinacea grotei Reichenow, 1926 um ein Synonym der Röteltaube (Streptopelia vinacea (Gmelin, JF, 1789)) und bei Luscinia svecica grotei Dementjew, 1932 um ein Synony der Blaukehlchen-Unterart (Luscinia svecica volgae (Kleinschmidt, O, 1907).

## Erstbeschreibungen und Synonyme von Grote
Sein Hang zu Fragen der Systematik sieht man an der großen Anzahl seiner für die Wissenschaft neu beschriebenen Arten und Unterarten.

### Arten
Zu den Arten gehören chronologisch u. a.:
- Reichenowschnäpper (Batis reichenowi Grote, 1911)
- Usambarabülbül (Phyllastrephus albigula (Grote, 1919))
- Langschwanzwitwe (Vidua interjecta (Grote, 1922))
- Kamerunwitwe (Vidua camerunensis (Grote, 1922))
- Usambaranektarvogel (Cinnyris usambaricus Grote, 1922)
- Togowitwe (Vidua togoensis (Grote, 1923))
- Gertrudisnektarvogel (Cinnyris gertrudis Grote, 1926)

### Unterarten
Zu den Unterarten gehören chronologisch u. a.:
- Suaheli-Bülbülgrasmücke (Macrosphenus kretschmeri griseiceps Grote, 1911)
- Schwarzkappenbülbül (Arizelocichla nigriceps usambarae (Grote, 1919))
- Sonnenlerche (Galerida modesta nigrita (Grote, 1920))
- Braunbürzelammer (Emberiza affinis vulpecula (Grote, 1921))
- Erdferkel (Orycteropus afer adametzi Grote, 1921)
- Erdferkel (Orycteropus afer lademanni Grote, 1921)
- Erdferkel (Orycteropus afer matschiei Grote, 1921)
- Erdferkel (Orycteropus afer observandus Grote, 1921)
- Erdferkel (Orycteropus afer ruvanensis Grote, 1921)
- Grauzügel-Laubdrossling (Illadopsis turdina harterti (Grote, 1921))
- Höhennachtschwalbe (Caprimulgus poliocephalus guttifer Grote, 1921)
- Kardinalspecht (Dendropicos fuscescens stresemanni Grote, 1922)
- Orangewangenastrild (Estrilda melpoda tschadensis Grote, 1922)
- Sabotalerche (Calendulauda sabota waibeli (Grote, 1922))
- Schieferbrustschnäpper (Muscicapa infuscata minuscula (Grote, 1922))
- Weißflügeltrappe (Afrotis afraoides etoschae (Grote, 1922))
- Berghaubenschnäpper (Elminia albonotata subcaerulea Grote, 1923)
- Senegalbeutelmeise (Anthoscopus parvulus senegalensis (Grote, 1924))
- Afrikaschwarzkehlchen (Saxicola torquatus voeltzkowi Grote, 1926)
- Schlichtmantel-Nektarvogel (Cinnyris humbloti mohelicus Stresemann & Grote, 1926)
- Schwarzscheitel-Breitrachen (Smithornis capensis suahelicus Grote, 1926)
- Zimtrohrsänger (Acrocephalus baeticatus suahelicus Grote, 1926)
- Halsband-Bartvogel (Lybius torquatus pumilio Grote, 1927)
- Langschnabelsylvietta (Sylvietta rufescens adelphe Grote, 1927)
- Weidenmeise (Poecile montanus uralensis (Grote, 1927))
- Madagaskarfalke (Falco newtoni aldabranus Grote, 1928)
- Rotkehlchen (Erithacus rubecula tataricus Grote, 1928)
- Schleiereule (Tyto alba hypermetra Grote, 1928)
- Gelbbaucheremomela (Eremomela icteropygialis puellula Grote, 1929)
- Weißbrauen-Heckensänger (Cercotrichas leucophrys sclateri (Grote, 1930))
- Graunektarvogel (Cyanomitra veroxii zanzibarica (Grote, 1932))
- Halsbandliest (Todiramphus chloris laubmannianus (Grote, 1933))
- Spiegelbartvogel (Stactolaema whytii stresemanni (Grote, 1934))
- Gelbbrust-Feinsänger (Apalis flavida tenerrima Grote, 1935)

### Synonyme
In der Literatur finden sich gelegentlich folgende Synonyme von ihm, die früher als eigenständige Unterarten betrachtet wurden:
- Dunkelschnäpper (Muscicapa adusta murina (roehli) (Grote, 1919))
- Dunkelschnäpper (Muscicapa adusta pumila (subtilis) (Grote, 1920))
- Streifenkopf-Heckensänger (Cercotrichas quadrivirgata quadrivirgata (rovumae) (Grote, 1921))
- Südbrauengirlitz (Crithagra gularis elgonensis (uamensis) (Grote, 1921))
- Afrikadrossel (Turdus pelios pelios (adamauae) Grote, 1922)
- Afrikaschwarzkehlchen (Saxicola torquatus salax (adamauae) Grote, 1922)
- Kastanienscheitelweber (Plocepasser superciliosus (brunnescens) Grote, 1922)
- Schildturako (Musophaga violacea (savannicola) (Grote, 1922))
- Siedelweber (Philetairus socius socius (geminus) Grote, 1922)
- Graubrustspecht (Dendropicos goertae centralis (oreites) Grote, 1923)
- Schwarzschwanz-Lärmvogel (Crinifer piscator (obscuratus) Grote, 1923)
- Ansorgebülbül (Eurillas ansorgei ansorgei (muniensis) (Grote, 1924))
- Gelbkehlbülbül (Atimastillas flavicollis soror (simplicicolor) (Grote, 1924))
- Graubürzelschwalbe (Pseudhirundo griseopyga griseopyga (gertrudis) (Grote, 1924))
- Rotnasen-Grüntaube (Treron calvus gibberifrons (granviki) Grote, 1924)
- Goldbugpapagei (Poicephalus meyeri meyeri (adolfifriderici) Grote, 1926)
- Gurrtaub (Streptopelia capicola tropica (dryas) Grote, 1927)
- Rotschnabel-Madenhacker (Buphagus erythrorhynchus (caffer) Grote, 1927)
- Feuerstirn-Bartvogel (Pogoniulus pusillus affinis (eupterus) Grote, 1928)
- Braunbrust-Bartvogel (Lybius melanopterus (didymus) (Grote, 1929))
- Cabanisammer (Emberiza cabanisi orientalis (cognominata) (Grote, 1931))
- Fanteschnäpper (Muscicapa adusta (insulana) (Grote, 1935))
- Goldbürzel-Bartvogel (Pogoniulus bilineatus bilineatus (rovumensis) Grote, 1935)
- Dunkelschnäpper (Muscicapa adusta poensis (sjostedti) Grote, 1936)
- Helmperlhuhn (Numida meleagris galeatus (blancoui) Grote, 1936)
- Langschnabelpieper (Anthus similis bannermani (chapini) Grote, 1937)
- Nataldrossel (Geokichla guttata guttata (natalicus) Grote, 1938)
- Weißschopf-Brillenvanga (Prionops plumatus poliocephalus (angolicus) Grote, 1939)
- Doppelspornfrankolin (Pternistis bicalcaratus ogilviegranti (molunduensis) (Grote, 1948))

## Publikationen (Auswahl)
- Nordische Meisen. In: Der Zoologische Garten. (Zoologischer Beobachter.) Zeitschrift für Beobachtung, Pflege und Zucht der Tiere. Band 43, Nr. 4, 1902, S. 122–126 (archive.org).
- Briefliche Berichte aus Ostafrika. In: Ornithologische Monatsberichte. Band 17, Nr. 2, 1909, S. 21–24 (biodiversitylibrary.org).
- Briefliches aus Ostafrika II. In: Ornithologische Monatsberichte. Band 17, Nr. 7/8, 1909, S. 103–104 (biodiversitylibrary.org).
- Ornithologische Skizzen vom unteren Rovuma. In: Ornithologische Monatsberichte. Band 17, Nr. 10, 1909, S. 147–149 (biodiversitylibrary.org).
- Briefliches aus Ostafrika. In: Ornithologische Monatsberichte. Band 18, Nr. 4, 1910, S. 122–125 (biodiversitylibrary.org).
- Neue Vogelarten aus Ostafrika. In: Ornithologische Monatsberichte. Band 19, Nr. 4, 1910, S. 162–163 (biodiversitylibrary.org).
- Ueber die Eier von Cossypha heuglini Hartert. In: Ornithologische Monatsberichte. Band 20, 1911, S. 79–80 (biodiversitylibrary.org).
- Beitrag zur Ornis des südöstlichen Deutsch-Ostafrika. In: Journal für Ornithologie. Band 60, Nr. 4, 1912, S. 501–529 (biodiversitylibrary.org).
- Beitrag zur Ornis des südöstlichen Deutsch-Ostafrika. In: Journal für Ornithologie. Band 61, Nr. 1, 1912, S. 125–142 (biodiversitylibrary.org).
- Beitrag zur Ornis des südöstlichen Deutsch-Ostafrika. In: Journal für Ornithologie. Band 60, Nr. 4, 1912, S. 501–529 (biodiversitylibrary.org).
- Über einige Vögel der deutschostafrikanischen Südküste. In: Journal für Ornithologie. Band 67, Nr. 3, 1919, S. 298–302 (biodiversitylibrary.org).
- Ornithologische Beobachtungen aus dem südlichen Uralgebiet. In: Journal für Ornithologie. Band 67, Nr. 4, 1919, S. 337–388 (biodiversitylibrary.org).
- Neue ostafrikanische Vogelformen. In: Ornithologische Monatsberichte. Band 27, Nr. 5/6, 1919, S. 62–63 (biodiversitylibrary.org).
- Ornithologische Beobachtungen aus dem südlichen Uralgebiet. In: Journal für Ornithologie. Band 68, Nr. 2, 1920, S. 124–156 (biodiversitylibrary.org).
- Ein neuer Bradypterus. In: Ornithologische Monatsberichte. Band 28, Nr. 1/2, 1920, S. 6–7 (biodiversitylibrary.org).
- Eine neue Haubenlerche von Französisch-Guinea: Heliocorys modesta nigrita nov. subsp. In: Ornithologische Monatsberichte. Band 28, Nr. 9/10, 1920, S. 98–99 (biodiversitylibrary.org).
- Zur Kenntnis der geographischen Formen des Alsconax murinus. In: Ornithologische Monatsberichte. Band 28, Nr. 11/12, 1920, S. 112–115 (biodiversitylibrary.org).
- Neue Erdferkel (Orycteropus) aus Deutsch-Ostafrika und Kamerun. In: Archiv für Naturgeschichte - Abteilung A. Band 87, Nr. 7, 1921, S. 121–127 (biodiversitylibrary.org).
- Über eine Vogelsammlung aus West-Usambara. In: Journal für Ornithologie. Band 69, Nr. 2, 1921, S. 121–138 (biodiversitylibrary.org).
- Neue Vogelformen von Neukamerun und aus dem Tschadgebiet. In: Anzeiger der Ornithologische Gesellschaft in Bayern. Band 1, Nr. 5, 1921, S. 38–41 (biodiversitylibrary.org).
- Ein Beringungsergebnis. In: Ornithologische Monatsberichte. Band 29, Nr. 1/2, 1921, S. 15 (biodiversitylibrary.org).
- Erythropygia qudrivirgata rovumae. In: Ornithologische Monatsberichte. Band 29, Nr. 11/12, 1921, S. 109 (biodiversitylibrary.org).
- Eine neue mittelafrikanische Fliegenschnäpperform. In: Anzeiger der Ornithologische Gesellschaft in Bayern. Band 1, Nr. 7, 1922, S. 58–59 (biodiversitylibrary.org).
- Zur Avifauna des nördlichen Deutsch-Südwestafrika. In: Journal für Ornithologie. Band 70, Nr. 1, 1922, S. 39–49 (biodiversitylibrary.org).
- Bemerkungen über einige neue afrikanische Formen. In: Journal für Ornithologie. Band 70, Nr. 2/3, 1922, S. 397–404 (biodiversitylibrary.org).
- Bemerkungen über einige neue afrikanische Formen. II. In: Journal für Ornithologie. Band 70, Nr. 4, 1922, S. 482–487 (biodiversitylibrary.org).
- Cinnyris mediocris usambaricus nov.subsp. In: Ornithologische Monatsberichte. Band 30, Nr. 4, 1922, S. 86–87 (biodiversitylibrary.org).
- Trochocercus albonotatus subcaeruleus n. Subsp. In: Ornithologische Monatsberichte. Band 31, Nr. 1, 1923, S. 19 (biodiversitylibrary.org).
- Steganura paradisaea togoensis nov. subsp. In: Ornithologische Monatsberichte. Band 31, Nr. 2, 1923, S. 43 (biodiversitylibrary.org).
- Crinifer africanus obscuratus n. subsp. In: Ornithologische Monatsberichte. Band 31, Nr. 3, 1923, S. 63 (biodiversitylibrary.org).
- Ueber die westafrikanischen Rassen des Formenkreises Mesopicos goertae. In: Ornithologische Monatsberichte. Band 31, Nr. 4, 1923, S. 77–79 (biodiversitylibrary.org).
- Ueber die afrikanischen grauschwänzigen Fruchttauben (Formenkreis Treron calva). In: Journal für Ornithologie. Band 72, Nr. 1, 1924, S. 100–102, doi:10.1007/BF02119501.
- Anthreptes longuemarei savannarum n. subsp. In: Ornithologische Monatsberichte. Band 32, Nr. 1, 1924, S. 13.
- Xenocichla flavicollis simplicicolor n. subsp. In: Ornithologische Monatsberichte. Band 32, Nr. 2, 1924, S. 45.
- Neue Formen su Westafrika. In: Ornithologische Monatsberichte. Band 32, Nr. 3, 1924, S. 68–72.
- Verbreitung und Zug des Weißen Storches in Rußland, Polen und den Randstaaten, nebst einigen Angaben über den Schwarzstorch. In: Ornithologische Monatsberichte. Band 33, Nr. 6, 1925, S. 173–178 (zobodat.at [PDF; 755 kB]).
- Die Gliederung des Formenkreises Poicephalus senegalus. In: Journal für Ornithologie. Band 74, Nr. 3, 1926, S. 743–758, doi:10.1007/BF01998234.
- Smithornis capensis suahelicus nov. subsp. In: Ornithologische Monatsberichte. Band 34, Nr. 5, 1926, S. 17–18 (zobodat.at [PDF; 732 kB]).
- Zwei neue Formen von Sansibar und den Komoren. In: Ornithologische Monatsberichte. Band 34, Nr. 5, 1926, S. 145–146 (zobodat.at [PDF; 301 kB]).
- II. Saxicola torquata voeltzkowi nov. subsp. In: Ornithologische Monatsberichte. Band 34, Nr. 5, 1926, S. 146 (zobodat.at [PDF; 528 kB]).
- Cinnyris chalybeus gertrudis nov. subsp. In: Ornithologische Monatsberichte. Band 34, Nr. 6, 1926, S. 183 (zobodat.at [PDF; 581 kB]).
- Zur Kenntnis des Formenkreises Streptopelia vinacea. In: Verhandlungen der Ornithologischen Gesellschaft in Bayern. Band 17, Nr. 3, 1927, S. 205–206 (zobodat.at [PDF]).
- Ueber die Verbreitung von Cuculus optatus im europäischen Rußland. In: Ornithologische Monatsberichte. Band 35, Nr. 1, 1927, S. 9–11 (zobodat.at [PDF; 261 kB]).
- Die Formenkreise und Kassen der Madenhacker (Buphagus). In: Ornithologische Monatsberichte. Band 35, Nr. 1, 1927, S. 11–13 (zobodat.at [PDF; 251 kB]).
- Ueber das Freibrüten von Hirundo rustica. In: Ornithologische Monatsberichte. Band 35, Nr. 3, 1927, S. 65–68 (zobodat.at [PDF; 330 kB]).
- Die Lummenkolonien von Nowaja-Semlja. In: Ornithologische Monatsberichte. Band 35, Nr. 4, 1927, S. 97–102 (zobodat.at [PDF; 448 kB]).
- Ueber einige Erythropygia-Formen. In: Ornithologische Monatsberichte. Band 35, Nr. 4, 1927, S. 102–104 (zobodat.at [PDF; 265 kB]).
- Zur Invasion von Erythrina rosea (Pall.) im Jahre 1902. In: Ornithologische Monatsberichte. Band 35, Nr. 4, 1927, S. 114–115 (zobodat.at [PDF; 767 kB]).
- Sylvietta micrura adelphe nov. subsp. In: Ornithologische Monatsberichte. Band 35, Nr. 4, 1927, S. 118 (zobodat.at [PDF; 767 kB]).
- Lybius torquatus pumilio nov. subsp. In: Ornithologische Monatsberichte. Band 35, Nr. 5, 1927, S. 144 (zobodat.at [PDF; 911 kB]).
- Parus atricapillus uralensis nom. nov. In: Ornithologische Monatsberichte. Band 35, Nr. 5, 1927, S. 149 (zobodat.at [PDF; 911 kB]).
- Erithacus rubecula tataricus nov. subsp. In: Ornithologische Monatsberichte. Band 36, Nr. 2, 1928, S. 52–53 (zobodat.at [PDF; 413 kB]).
- Neue Formen von Ostafrika, Aldabra und Madagaskar. In: Ornithologische Monatsberichte. Band 36, Nr. 3, 1928, S. 77–79 (zobodat.at [PDF; 298 kB]).
- Verbreitung und Gliederung afrikanischer Forrnenkreise. In: Verhandlungen des VI. Internationalen Ornithologen-Kongresses in Kopenhagen 1926. 1929, S. 358–374.
- Neue tropisch-afrikanische Formen. In: Ornithologische Monatsberichte. Band 37, Nr. 3, 1929, S. 75–76 (zobodat.at [PDF; 207 kB]).
- A New Scrub-Chat from Uhehe, Tanganyika Territory. In: The Bateleur. Band 2, Nr. 1, 1930, S. 14–15 (englisch, eingeschränkte Vorschau in der Google-Buchsuche).
- Wanderungen und Winterquartiere paläarktischer Zugvögel in Afrika. In: Mitteilungen aus dem Zoologischen Museum Berlin. Band 16, Nr. 1, 1930, S. 1–116, doi:10.1002/mmnz.19300160102.
- Weitere Mitteilungen über paläarktische Zugvögel in Afrika. In: Mitteilungen aus dem Zoologischen Museum Berlin. Band 17, 1931, S. 406–416.
- Emberiza cabanisi cognominata nom. nov. In: Ornithologische Monatsberichte. Band 39, Nr. 3, 1931, S. 91–92 (zobodat.at [PDF; 1000 kB]).
- A new Race of Sunbird from Zanzibar. In: The Ibis (= 13). Band 2, Nr. 2, 1932, S. 349–350, doi:10.1111/j.1474-919X.1932.tb07635.x.
- Zur Frage des Brutvorkommens borealer Limicolen in der Kirgisensteppe. In: Beiträge zur Fortpflanzungsbiologie der Vögel mit Berücksichtigung der Oologie. Band 8, Nr. 2, 1932, S. 41–47.
- Brutvögel der kirgisischen Wintersiedlungen. In: Beiträge zur Fortpflanzungsbiologie der Vögel mit Berücksichtigung der Oologie. Band 8, Nr. 5, 1932, S. 165–171.
- Halcyon chloris laubmanniana nom. nov. In: Anzeiger der Ornithologische Gesellschaft in Bayern. Band 2, Nr. 6, 1933, S. 266 (zobodat.at [PDF]).
- Beiträge zur Kenntnis der Nistweise einiger palaearktischer Eulen. In: Beiträge zur Fortpflanzungsbiologie der Vögel mit Berücksichtigung der Oologie. Band 9, Nr. 4, 1933, S. 113–119.
- Beitrag zur Biologie von Emberiza icterica Eversm. In: Ornithologische Monatsberichte. Band 42, Nr. 1, 1934, S. 17–21 (zobodat.at [PDF; 1,7 MB]).
- Ueber Rebhuhn-Wanderzüge in Osteuropa. In: Ornithologische Monatsberichte. Band 42, Nr. 2, 1934, S. 37–40 (zobodat.at [PDF; 386 kB]).
- Zwei neue Formen aus Deutsch-Ostafrika. In: Ornithologische Monatsberichte. Band 42, Nr. 3, 1934, S. 86–87 (zobodat.at [PDF; 648 kB]).
- Pogoniulus bilineatus rovumensis subsp. nova. In: Ornithologische Monatsberichte. Band 43, Nr. 2, 1935, S. 53 (zobodat.at [PDF; 548 kB]).
- Cossypha insulana nom. nov. In: Ornithologische Monatsberichte. Band 43, Nr. 3, 1935, S. 95 (zobodat.at [PDF; 548 kB]).
- Apalis flavida tenerrima subsp. nova. In: Ornithologische Monatsberichte. Band 43, Nr. 4, 1935, S. 119 (zobodat.at [PDF; 976 kB]).
- Die Nistweise des Feldsperlings. In: Beiträge zur Fortpflanzungsbiologie der Vögel mit Berücksichtigung der Oologie. Band 11, Nr. 2, 1935, S. 46.
- Nomenklatorische Bemerkungen über einige afrikanische Vögel. In: Anzeiger der Ornithologische Gesellschaft in Bayern. Band 2, Nr. 10, 1936, S. 373–375.
- Das Perlhuhn von Nordostkamerun. In: Ornithologische Monatsberichte. Band 44, Nr. 5, 1936, S. 156–158 (zobodat.at [PDF; 379 kB]).
- Beiträge zur Biologie südostrussischer Steppenvögel. In: Beiträge zur Fortpflanzungsbiologie der Vögel mit Berücksichtigung der Oologie. Band 12, Nr. 4, 1936, S. 133–139.
- Beiträge zur Biologie südostrussischer Steppenvögel. In: Beiträge zur Fortpflanzungsbiologie der Vögel mit Berücksichtigung der Oologie. Band 12, Nr. 5, 1936, S. 195–206.
- Beiträge zur Biologie südostrussischer Steppenvögel. In: Beiträge zur Fortpflanzungsbiologie der Vögel mit Berücksichtigung der Oologie. Band 12, Nr. 6, 1936, S. 234–238.
- Das Brutgebiet des Mornellregenpfeifers (Charadrius morinellus L.). In: Ornithologische Monatsberichte. Band 45, Nr. 2, 1937, S. 65–66 (zobodat.at [PDF; 676 kB]).
- Dem Andenken Michael Menzbiers. In: Journal für Ornithologie. Band 84, Nr. 2, April 1936, S. 173–178, doi:10.1007/BF01906707 (zobodat.at [PDF]).
- Anthus nicholsoni chapini subsp. nova. In: Ornithologische Monatsberichte. Band 45, Nr. 6, 1937, S. 205 (zobodat.at [PDF; 629 kB]).
- Neue Beiträge über paläarktische Zugvögel in Afrika. In: Mitteilungen aus dem Zoologischen Museum Berlin. Band 22, 1937, S. 45–85.
- Die Sommer- und die Winter-Verbreitung von Oenanthe pleschanka (Lepech.) und Oenanthe isabellina (Cretzschm.). In: Ornithologische Monatsberichte. Band 45, Nr. 4, 1937, S. 114–134 (zobodat.at [PDF; 3,3 MB]).
- Ein neuer Name für Turdus guttatus Vigors 1831. In: Falco: Unregelmässig im Anschluss an das Werk "Berajah, Zoographia infinita" erscheinende Zeitschrift. Band 34, 1938, S. 14 (eingeschränkte Vorschau in der Google-Buchsuche).
- Rassengliederung des Brillenwürgers, Prionops poliocephala. In: Ornithologische Monatsberichte. Band 47, Nr. 6, 1939, S. 182–183.
- Beiträge zur Biologie einiger Limicolen. In: Beiträge zur Fortpflanzungsbiologie der Vögel mit Berücksichtigung der Oologie. Band 15, Nr. 3, 1939, S. 114–115.
- Ueber die Lebensweise des Moorschneehuhns in Sibirien. In: Beiträge zur Fortpflanzungsbiologie der Vögel mit Berücksichtigung der Oologie. Band 17, Nr. 1, 1941.
- Zur Kenntnis der Vogelfauna von Weißruthenien, Wolhynien und Podolien. In: Ornithologische Monatsberichte. Band 50, 1942, S. 104–116.
- Uebersicht über die Vogelfauna der Ukraine und der Krim. In: Ornithologische Monatsberichte. Band 50, Nr. 6, 1942, S. 147–163.
- Chalcomitra ursulae (Alex.) in Cameroon. In: The Ibis. Band 90, Nr. 2, 1948, S. 339 (onlinelibrary.wiley.com [PDF; 120 kB]).
- Über eine Frankolinrasseaus Südkamerun: Francolinus bicalcaratus molunduensis subsp. nova. In: Ornithologische Berichte. Band 1, 1948, S. 145.